# Saint Francis River (Mississippi River)
Der Saint Francis River ist ein 686 km langer rechter Nebenfluss des Mississippi Rivers im Südosten von Missouri und dem Nordosten von Arkansas in den Vereinigten Staaten.